# Đối tượng chi phí
Trong kế toán chi phí,  đối tượng chi phí (tiếng Anh: cost object) là một cái gì đó mà chi phí được chỉ định. Ví dụ phổ biến của các đối tượng chi phí là: dòng sản phẩm, lãnh thổ địa lý, khách hàng, phòng ban hoặc bất kỳ thứ gì khác mà quản lý muốn định lượng chi phí.
Việc sử dụng các đối tượng chi phí là phổ biến trong các hệ thống quản lý chi phí dựa trên cơ sở hoạt động và hệ thống Grenzplankostenrechnung.